# Хиллеман, Морис
Морис Хиллеман (англ. Maurice Hilleman; 30 августа 1919, Майлс-Сити, Монтана — 11 апреля 2005, Филадельфия, Пенсильвания) — американский микробиолог, специализировавшийся на вакцинологии. За свою жизнь он разработал более 40 вакцин, что является беспрецедентным рекордом. Из 14 вакцин, включённых ВОЗ в рекомендованный график вакцинации, он создал 8: против кори, эпидемического паротита, гепатита A, гепатита B, ветряной оспы, менингита, пневмонии и гемофильной палочки. Помимо этого, Хиллеман сыграл важную роль в открытии вирусов гепатита и аденовирусов, вызывающих некоторые виды инфекций верхних дыхательных путей, а также вируса SV40, который, по некоторым данным, может вызывать рак (хотя этот вопрос является спорным).
Существует мнение, что Хиллеман своей работой спас больше жизней, чем любой другой учёный-медик 20-го века. Американский учёный Роберт Галло, известный как один из первооткрывателей вируса иммунодефицита человека (ВИЧ), называл его «самым успешным вакцинологом в истории». По некоторым оценкам, только вакцина против кори, которую он разработал в 1963 году, спасает около миллиона жизней в год.

## Биография

### Ранние годы жизни
Хиллеман родился на ферме недалеко от города Майлс-Сити, штат Монтана. Его родителями были Анна и Густав Хиллеман. Он был восьмым ребенком в семье. Его сестра-близнец умерла вскоре после его рождения, а двумя днями позже его мать скончалась от эклампсии. Морис воспитывался в доме своего дяди Роберта Хиллемана и в молодости работал на семейной ферме. Позднее он считал, что опыт работы с курами на ферме помог ему добиться научного успеха; начиная с 1930-х годов оплодотворенные куриные яйца часто использовались для культивирования вирусов в медицинских целях, так как именно в этой среде они лучше всего размножаются.
Из-за нехватки денег он едва не отказался от обучения в колледже, но благодаря стипендиям и помощи от семьи ему удалось в 1941 году окончить Университет штата Монтана (бакалавр по химии и микробиологии). Затем он выиграл стипендию для обучения в Чикагском университете и в 1944 году получил там докторскую степень по микробиологии. Его докторская диссертация была посвящена хламидиозу. Хиллеман впервые показал, что эта инфекция вызывается не вирусом, как в то время считалось, а бактерией Chlamydia trachomatis — внутриклеточным паразитом.

### Карьера
Закончив обучение, Хиллеман устроился в фармацевтическую компанию E.R. Squibb & Sons (сейчас Bristol Myers Squibb), где работал до 1948 года. Там он разработал вакцину против японского энцефалита — инфекции, которая угрожала американским войскам во время Второй мировой войны.
Будучи руководителем Отдела респираторных заболеваний в Армейском медицинском центре (сейчас Армейский научно-исследовательский институт имени Уолтера Рида) с 1948 по 1957 год, Хиллеман изучил генетические изменения, происходящие при мутациях вируса гриппа, которые стали известны как антигенная изменчивость и антигенный дрейф. Его открытия в этой области используются для предсказания предстоящих сезонов гриппа и подготовки к ним, а также для разработки вакцин. В дальнейшем эти исследования помогли Хиллеману сделать правильный вывод о том, что вспышка гриппа в Гонконге в 1957 году была вызвана новым штаммом вируса, а потому могла достигнуть Америки и перерасти в пандемию. Было подготовлено и распространено около миллиона доз вакцин. Хотя от болезни погибло 69 000 американцев, считается, что без предупредительных мер пандемия могла бы унести в США ещё больше жизней. За свою работу Хиллеман был награжден медалью Армии США «За выдающиеся заслуги».
В 1957 году Хиллеман перешел на работу в фармацевтическую компанию Merck & Co., где занимал должность главы нового исследовательского отдела в Вест-Пойнте, штат Пенсильвания. Именно во время своей работы там Хиллеман разработал большую часть из тех 40 вакцин, создание которых ему приписывают. Он не только работал непосредственно в лаборатории, но и обеспечивал научное руководство.
Когда в 1963 году его дочь Джерил Линн заболела паротитом, он взял мазок из её гортани и использовал этот штамм вируса для создания вакцины. По состоянию на 2018 год штамм Джерил Линн используется компанией Merck & Co. для изготовления комбинированной вакцины MMR — первой в мире зарегистрированной вакцины, содержащей несколько живых вирусных штаммов (кори, паротита и краснухи), которую также разработал сам Хиллеман.
Вместе со своей исследовательской группой он разработал вакцину от гепатита B, обработав сыворотку инфицированной крови пепсином, мочевиной и формальдегидом и выделив в результате тщательной фильтрации антиген, который можно было использовать для вакцины. Она была зарегистрирована в 1981 году, но отозвана в 1986 году в США, когда нужный антиген научились получать с помощью рекомбинантных дрожжей (в разработке этого метода Хиллеман также принимал участие). Хиллеман считал работу над этой вакциной своим величайшим достижением. К 2003 году она использовалась в 150 странах, а заболеваемость гепатитом B в Соединенных Штатах упала на 80 %.
Морис был одним из первых видных учёных-вакцинологов, который предупреждал о том, что вирусы, поражающие обезьян, могут также заражать предназначенные для людей вакцины, созданные с использованием культуры клеток обезьяньих почек. Самым известным из таких вирусов стал SV40, который содержался в вакцине против полиомиелита. Открытие этого факта привело к отзыву вакцины Солка в 1961 году и её замене пероральной вакциной Альберта Сейбина. На самом деле заражение SV40 имело место в обеих вакцинах на очень низком уровне, но поскольку пероральная вакцина проглатывалась, а не вводилась путем инъекции в кровь, она не приводила к инфекциям и не приносила какого-либо вреда.
Хиллеман был членом множества национальных консультативных советов и комитетов, где занимался вопросами иммунизации и оценкой исследований по разработке вакцин, в том числе в Национальном институте здравоохранения США и в Центре по контролю и профилактике заболеваний США. В поздние годы жизни был советником Всемирной организации здравоохранения. Ушел на пенсию в 1984 году в должности старшего вице-президента Merck Research Labs, а затем возглавил Институт вакцинологии Merck, где работал следующие двадцать лет. Также был адъюнкт-профессором педиатрии в Медицинской школе Университета Пенсильвании.
Он был женат дважды (его первая жена умерла в 1963 году) и имел двух дочерей: Джерил Линн и Кирстен. Умер от рака 11 апреля 2005 года в возрасте 85 лет.

## Признание
Хотя Хиллеман был неизвестен широкой публике, он пользовался большим уважением в научной среде. В 1988 году президент Рональд Рейган вручил ему Национальную научную медаль США. Он также получил специальную награду за достижения всей жизни от Всемирной организации здравоохранения, Премию Ласкера — Блумберга за службу общественности, Премию Роберта Коха, IHV Lifetime Achievement Award for Scientific Contributions (2000) и другие награды; был членом Национальной академии наук США (с 1985 года) и Национальной академии медицины, Американской академии искусств и наук (с 1977 года) и Американского философского общества (с 1997 года).
После смерти Хиллемана американский политический активист Ральф Нейдер писал: 

Почти никто не знал о нем, не видел его по телевидению и не читал о нем в газетах или журналах. Его безызвестность по сравнению с Мадонной, Майклом Джексоном, Хосе Кансеко или набором актёров класса B говорит нам кое-что о концепции знаменитости в нашем обществе и в СМИ. 
Оригинальный текст (англ.)Yet almost no one knew about him, saw him on television, or read about him in newspapers or magazines. His anonymity, in comparison with Madonna, Michael Jackson, Jose Canseco, or an assortment of grade B actors, tells something about our society's and media's concepts of celebrity.

В 2016 году Университет штата Монтана запустил стипендиальную программу для абитуриентов в память о Хиллемане.